# Theodore Monroe Davis
Pour les articles homonymes, voir Monroe et Davis.
Theodore Monroe Davis (né en 1837 à New York, mort le 23 février 1915 en Floride), marié à Annie Buttles, financier nord-américain, est un des principaux concessionnaires (mécènes) de fouilles dans la vallée des Rois entre 1889 et 1912. Il a eu dans son équipe :
- de 1902 à 1904 : Howard Carter ;
- en 1904 : James Edward Quibell ;
- de 1905 à 1908 : Edward Russell Ayrton ;
- de 1907 à 1911 : Ernest Harold Jones ;
- de 1910 à 1912 : Harry Burton.

## Fouilles effectuées
- en 1901 : KV44 ;
- en 1902 : KV45 ;
- en 1903 : KV20, KV43, KV46, KV60 ;
- en 1905 : KV2, KV19, WV22, KV46, KV47, KV53 ;
- en 1906 : KV48, KV49, KV50, KV51, KV52 ;
- en 1907 : KV10, KV54, KV55 ;
- en 1908 : KV56, KV57 ;
- en 1909 : KV58 ;
- en 1910 : KV61 ;
- en 1912 : KV3 ;
- en 1913 : KV7.

Le Metropolitan Museum of Art à New York possède dans ses collections des objets provenant de dons de Theodore Monroe Davis.

## Publications
- The Tomb of Thoutmosis IV (1904), Duckworth Publishers, 2002, 224 p. (ISBN 0-7156-3120-9) ;
- The Tomb of Hatshopsitu (1906), Duckworth Publishers, 2002, 144 p. (ISBN 0-7156-3125-X) ;
- The Tomb of Iouiya and Touiyou (1907), Duckbacks Published, 2000, 192 p. (ISBN 0-7156-2963-8) ;
- The Tomb of Siphtah (1908), Gerald Duckworth & Company, 2001, 46 p. (ISBN 0-7156-3073-3) ;
- The Tomb of Queen Tîyi (1910), Duckworth Publishing, 2001 (réimpr. sous le titre Tomb of Siphtah: With the Tomb of Queen Tiyi), 46 p. (ISBN 0-7156-3073-3) ;
- The Tombs of Harmhabi and Touatankhamanou (1912), Gerald Duckworth & Co Ltd, 2001, 135 p. (ISBN 0-7156-3072-5).